# Kyōka

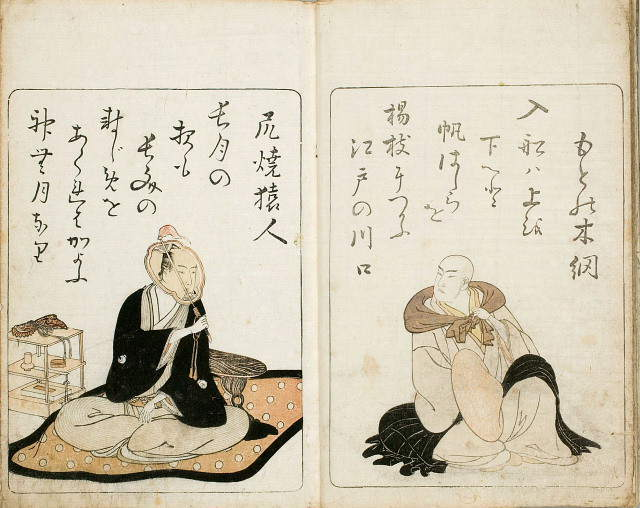
Hai trang từ Kokon kyōka-bukura (1787), được chỉnh sửa bởi Santō Kyōden và được xuất bản bởi Tsutaya Jūzaburō

Kyōka (狂歌 (Cuồng Ca)), nghĩa là "hoang dã" hay "thơ điên cuồng") là một tiểu thể phổ biến, parodic của thể thơ tanka của Nhật Bản với một mét 5-7-5-7-7. Hình thức phát triển mạnh mẽ trong thời kỳ Edo (thế kỷ 17 - thế kỷ 18) và đạt đến đỉnh cao trong thời đại Tenmei (1781 - 89).

## Màn hình
Theo nhiều cách các nhà thơ theo phong cách kanshi (thơ Trung Quốc của các nhà thơ Nhật Bản) đã viết những bài thơ kyōshi hài hước, các nhà thơ theo phong cách waka bản địa của Nhật Bản sáng tác những bài thơ hài hước theo phong cách 31 âm tiết. Tanaka Rokuo cho thấy phong cách có thể đã lấy cảm hứng từ gishōka (戯笑歌, "vui tươi và chế giễu câu thơ") thơ nhắm vào khách trong các bữa tiệc nơi họ được đọc trong một bầu không khí tương tự như của Roast.
Kyōka bắt nguồn từ hình thức của tanka, với một mét từ 5-7-5-7-7. Hầu hết sự hài hước nằm ở việc đặt sự thô tục hoặc trần tục trong một khung cảnh thanh lịch, thi vị, hoặc bằng cách đối xử với một chủ đề cổ điển bằng ngôn ngữ hoặc thái độ chung.

## Hình thức
Trong bản gốc, Saigyō đã bẻ gãy một nhánh từ cây anh đào trên núi Yoshino ở Nara hiện đại để nhắc nhở bản thân về một điểm ngắm anh đào chính; Thay vào đó, khi anh trở lại vào năm sau, anh đã chọn đi ngắm hoa anh đào ở một khu vực mà trước đây anh chưa từng đến. Ki no Sadamaru nhại lại bản gốc bằng cách thay đổi một vài âm tiết, để nhà thơ thấy mình lang thang, không thể tìm thấy cành cây mình đã gãy.